# 云南割舌树
云南割舌树（学名：Walsura yunnanensis）为楝科割舌树属下的一个种。其种加词 yunnanensis 意为“云南的”。